# スーパーピアノレッスン
『スーパーピアノレッスン』は、NHK教育テレビジョンで2005年から2006年まで火曜日の19時25分から19時50分まで放送した音楽番組のシリーズである。

## 概要
2007年より順次再放送される。放送時間は土曜日の14時35分 - 15時00分（2008年からは12時30分 - 12時55分）である。NHKデジタル衛星ハイビジョンでは日本標準時・毎週金曜日午後7時30分 - 7時55分に放送する。また、2008年8月23日からマリア・ジョアン・ピレシュのレッスンが放送される（シリーズ再開）。時間帯は毎週土曜日の午後0時30分 - 午後0時55分までである。
オープニングタイトルではSuper Piano Lessonの頭文字であるSPLと表示する演出が有る。
NHKではかつて1962年から約20年間『ピアノのおけいこ』を放送したが、その後継番組といえる。ただし「ピアノのおけいこ」が、国内を拠点に活動する日本人ピアニストによる、主に中学・高校の日本人の生徒を対象としたレッスンをするものであったのに対して、「スーパーピアノレッスン」は国際的な知名度を持つ外国人ピアニストを講師に迎え、音楽大学などである程度の課程を修了して職業ピアニストを目指している生徒（国籍はさまざま）へのレッスンとなっており、その内容は音楽的に非常に高度で、25分間のテレビ番組という枠を大きく超えたものになる。
内容は、講師役と生徒役のピアニストが登場してその教授風景を放映するものである。生徒役の若手奏者も一定の技術水準（音楽大学卒業程度）を持つものであり、単に演奏技法を講師が指導するというようなものではなく、作品の深奥に迫り作曲者の意図を共に推し量るなど「スーパー」レッスンになっている。曲目もハイドンなど古典派音楽から、近現代（ラヴェル・プロコフィエフなど）まで偏りなく取り上げられる。なお、テキスト（税込み1,050円、NHK出版）が販売された。

## 出演講師
- フィリップ・アントルモン - モーツァルトなど古典派を担当。
- ジャン＝マルク・ルイサダ - 主にショパン（華麗なる大円舞曲）を担当。
- アレクサンドル・トラーゼ - ハイドン・プロコフィエフなど幅広い。
- ミシェル・ベロフ - フランス音楽：フォーレ（舟歌第4番）など。
- ミシェル・ダルベルト - シューベルト（ピアノソナタ第21番）。
- マリア・ジョアン・ピレシュ - スカルラッティのピアノソナタや、ベートーベンのチェロソナタなどを担当する。
- アンドラーシュ・シフ - ベートーベンのピアノ協奏曲。
- フセイン・セルメット

## 第1期 「モーツァルト」
- 放送：2005年4月 - 7月
- 講師：フィリップ・アントルモン

放送内容
- 【第1回 - 第3回】 ピアノ・ソナタ ニ長調 K.311
- 【第4回 - 第6回】 ピアノ・ソナタ イ長調 K.331 「トルコ行進曲付き」
- 【第7回 - 第9回】 幻想曲 ハ短調 K.475
- 【第10回 - 第12回】 ピアノ・ソナタ ハ短調 K.457
- 【第13回】 ロンド ニ長調 K.485
- 【第14回】 ロンド イ短調 K.511
- 【第15回 - 第16回】 「女ほどすてきなものはない」の主題による8つの変奏曲 ヘ長調 K.613
- 【第17回】 （総集編）

## 第2期 「ショパン」
- 放送：2005年8月 - 11月／再放送：2007年4月 - 7月
- 講師：ジャン＝マルク・ルイサダ

放送内容
- 【第1回 - 第2回】 華麗な大円舞曲 変ホ長調 作品18
- 【第3回 - 第4回】 スケルツォ第2番 変ロ短調 作品31
- 【第5回】 マズルカ ハ長調 作品24-2
- 【第6回】 マズルカ 変ロ短調 作品24-4
- 【第7回 - 第10回】 ピアノ協奏曲第1番 ホ短調 作品11 （第1楽章）
- 【第11回】 ノクターン 変ニ長調 作品27-2
- 【第12回 - 第13回】 ノクターン ロ長調 作品62-1
- 【第14回 - 第15回】 幻想曲 ヘ短調 作品49
- 【第16回】 （総集編）

## 第3期 「大曲に挑む」
- 放送：2005年12月 - 2006年3月
- 講師：アレクサンドル・トラーゼ

放送内容
- 【第1回 - 第3回】 ハイドン：ピアノ・ソナタ 変ホ長調 Hob.XVI-49
- 【第4回 - 第7回】 ベートーヴェン：ピアノ・ソナタ第30番 ホ長調 作品109
- 【 第8回 - 第11回】 プロコフィエフ：ピアノ・ソナタ第7番 変ロ長調 作品83
- 【第12回 - 第15回】 チャイコフスキー：ピアノ協奏曲第1番 変ロ短調 作品23 （第1楽章）

## 第4期 「フランス音楽の光彩」
- 放送：2006年4月 - 7月／再放送：2007年8月 - 12月
- 講師：ミシェル・ベロフ

放送内容
- 【第1回】 ドビュッシー：亜麻色の髪のおとめ（前奏曲集 第1巻より）
- 【第2回 - 第3回】 ラヴェル：水の戯れ
- 【第4回】 フォーレ：舟歌 第4番 変イ長調 作品44
- 【第5回 - 第6回】 ラヴェル：スカルボ 夜のガスパールより）
- 【第7回】 ドビュッシー：月の光（ベルガマスク組曲より）
- 【第8回】 ドビュッシー：グラドゥス・アド・パルナッスム博士／雪が踊っている（こどもの領分より）
- 【第9回】 ドビュッシー：小さな羊飼い／ゴリウォーグのケークウォーク（こどもの領分より）
- 【第10回 - 第11回】 ラヴェル：道化師の朝の歌（組曲「鏡」より）
- 【第12回】 サティ：金の粉
- 【第13回】 ドビュッシー：沈める寺（前奏曲集 第1巻より）
- 【第14回】 ドビュッシー：花火（前奏曲集 第2巻より）
- 【第15回 - 第16回】 メシアン：聖母の最初の聖体拝受（「みどりごキリストにそそぐ20のまなざし」より）
- 【第17回】 （総集編）

## 第5期 「ロマン派を弾く」
- 放送：2006年8月 - 11月／再放送：2008年4月 - 7月
- 講師：ミシェル・ダルベルト

放送内容
- 【第1回】 リスト：愛の夢 第3番
- 【第2回】 シューベルト：即興曲 変ホ長調 D.899-2
- 【第3回 - 第7回】 シューベルト：ピアノ・ソナタ 変ロ長調 D.960
- 【第8回 - 第12回】 リスト：ピアノ・ソナタ ロ短調
- 【第13回 - 第15回】 シューマン：謝肉祭 作品9
- 【第16回】 （総集編）

## 第6期 「巨匠ピレシュのワークショップ」
- 放送：2008年8月 - 12月／再放送：2009年6月 -
- 講師：マリア・ジョアン・ピレシュ

放送内容
- 【第1回 - 第2回】 シューマン：アラベスク ハ長調 作品18
- 【第3回】 スカルラッティ：ソナタ ヘ長調 K.466
- 【第4回・第6回】 スカルラッティ：ソナタ ト長調 K.455
- 【第5回・第6回・第7回】 ショパン：幻想即興曲 作品66
- 【第8回 - 第9回】 グリーグ：組曲「ボルベアの時代から」作品40
- 【第10回 - 第11回】 モーツァルト：ピアノ・ソナタ 変ロ長調 K.333（第1楽章）
- 【第12回】 ベートーベン：ピアノソナタ 第13番 変ホ長調 作品 27-1（第1楽章 - 第3楽章）
- 【第13回 - 第14回】 ベートーベン：ピアノ・ソナタ 第6番 ヘ長調 作品 10-2（第1楽章）
- 【第15回】 ベートーベン：チェロ・ソナタ 第2番 ト短調 作品 5-2（第1楽章）
- 【第16回】 （総集編）

## 第7期 「シフと挑むベートーベンの協奏曲」
- 放送：2008年12月 - 2009年3月
- 講師：アンドラーシュ・シフ

放送内容
- 【第1回 - 第2回】 ピアノ協奏曲 第2番 変ロ長調 作品19
- 【第3回 - 第4回】 ピアノ協奏曲 第1番 ハ長調 作品15
- 【第5回 - 第6回】 ピアノ協奏曲 第3番 ハ短調 作品37
- 【第7回 - 第9回】 ピアノ協奏曲 第4番 ト長調 作品58
- 【第10回 - 第12回】 ピアノ協奏曲 第5番 変ホ長調 作品73「皇帝」

## 第8期 「トルコ 情熱の巨匠 フセイン・セルメット」
- 放送：2009年12月 - 2010年3月
- 講師：フセイン・セルメット

放送内容
- 【第1回 - 第3回】 リスト：ピアノ・ソナタ ロ短調
- 【第4回 - 第6回】 ムソルグスキー：展覧会の絵
- 【第7回 - 第9回】 ベートーベン：ピアノ・ソナタ第30番 ホ長調 作品109
- 【第10回】 ブラームス：インテルメッツォ イ短調 作品118 第1
- 【第11回 - 第12回】 メンデルスゾーン：幻想曲 嬰ヘ短調 作品28
- 【第13回 - 第15回】 プーランク：ナゼルの夜会
- 【第16回】 総集編